# Margiris

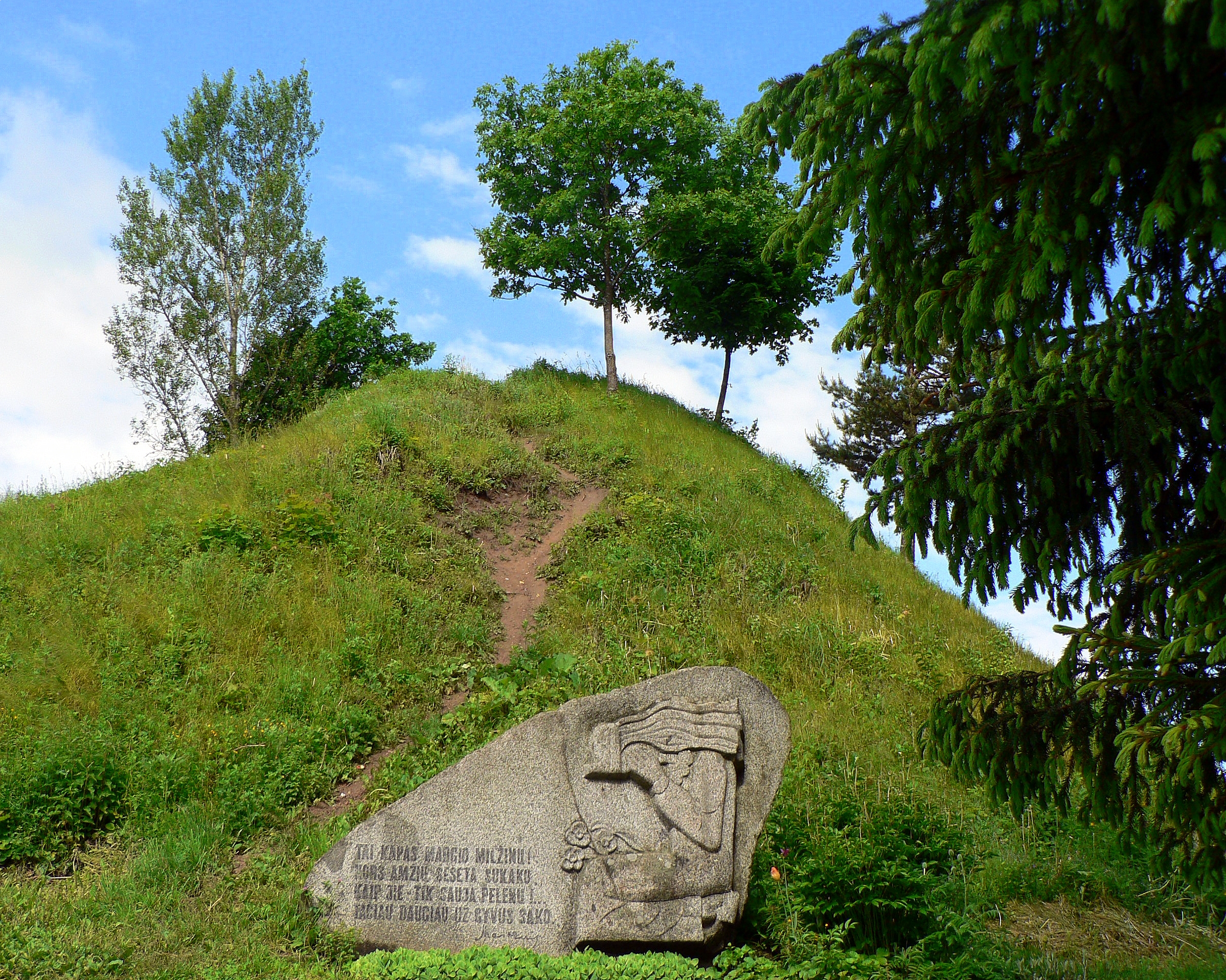
Kopiec Margirisa w Punii

Margiris, Margier (zm. 25 lutego 1336 w Pilenach) – litewski książę, dowódca obrony Pilen.

## Życiorys
Jego pochodzenie nie jest znane, część historyków przypuszcza, jakoby był synem Butywida i bratem Giedymina. W 1329 roku pojedynkował się z królem Janem Luksemburskim, co miało świadczyć o jego wysokiej pozycji społecznej. W 1336 roku w czasie konfliktu litewsko-krzyżackiego dowodził obroną Pilen, wraz z całą załogą zamku popełnił samobójstwo.

## Upamiętnienie
Margiris w epoce romantyzmu stał się symbolem bohaterskiego oporu i jednym z bohaterów narodowych Litwy. Został upamiętniony m.in. w
- Śpiewkach o dawnych Litwinach do roku 1434 Jana Czeczota, w pieśni O załodze w Pulenie za Olgierda r 1336[3]
- poemacie Margier autorstwa Władysława Syrokomoli, którego jest głównym bohaterem
- operze Margier Konstantego Gorskiego, stworzonej na podstawie poematu Syrokomli
- jednej z legend umieszczonych przez Vincasa Krėvė-Mickevičiusa w jego zbiorze Pieśni ludowe z regionu Dainavy[4]
- nazwie klubu szachowego Margiris Kowno
- nazwie oddziału Margirio
- powieści Kunigas Józefa Ignacego Kraszewskiego, której główny bohater jest na nim wzorowany

W Punii znajduje się kopiec Margirisa, uznawany przez część historyków za miejsce położenia Pilen.